# بخش لیبورن
بخش لیبورن (به فرانسوی: Arrondissement de Libourne) یک بخش در فرانسه است که در ژیروند واقع شده‌است.